# 紅岩鄉 (果敢縣)
紅岩鄉，是缅甸联邦第一特区果敢縣紅星區下轄的一个乡，位於果敢的最東北端。
2015年，缅甸民族民主同盟军攻克红岩乡，此后将掸邦第一特区政府和各级军政单位均设于此，使之成为同盟军稳固控制的根据地之一，因此又称为“红岩解放区”。

## 地理
红岩乡西鄰慕泰鄉，北東南三面與中國雲南省為鄰，北臨怒江與龍陵縣木城彝族傈僳族鄉相對，東南與鎮康縣勐捧鎮相鄰。